# Flughafen Indore

i8
i11
i13
Der ca. 528 m hoch gelegene Flughafen Indore (englisch Indore Airport, auch Devi Ahilyabai Holkar Airport, IATA-Code: IDR, ICAO-Code: VAID) ist ein ausschließlich zivil genutzter Flughafen ca. 11 km (Fahrtstrecke) westlich der Millionenstadt Indore im mittelindischen Bundesstaat Madhya Pradesh.

## Geschichte
Der Flughafen wurde in den 1930er Jahren gebaut; der regelmäßige Flugbetrieb zu den Städten Gwalior, Delhi und Bombay wurde nach dem Zweiten Weltkrieg im Jahr 1948 aufgenommen. Im Jahr 1950 wurde eine neue Start- und Landebahn in Betrieb genommen, welche im Jahr 1966 auf insgesamt 1705 m verlängert wurde.

## Verbindungen
Die nationalen Verbindungen bedienen die vier größten Städte Indiens (Delhi, Mumbai, Kolkata und Chennai) ebenso wie zahlreiche andere Destinationen (z. B. Bangalore, Hyderabad, Raipur, Jaipur, Ahmedabad, Jabalpur oder Nagpur etc.) Internationale Flüge in die Golfstaaten, nach Bangkok oder Kuala Lumpur sind wegen COVID-19 ausgesetzt.

## Sonstiges
- Betreiber des Flughafens ist die Airports Authority of India.
- Es gibt eine Start- und Landebahn mit ca. 2754 m Länge.